# Razmus Nyström
Razmus Frans Oskar Nyström, född 30 november 1991 på Gotland, är en svensk skådespelare.
Nyström är utbildad vid Teaterhögskolan i Malmö 2012–2015. Han är verksam på Dramaten och hans första roll var i uppsättningen av Angels in America 2018. Därefter har han medverkat i bland annat SAFE, Faust, Hamlet, Den yttersta minuten, Macbeth och Arv. Nyström har även varit verksam vid Kulturhuset Stadsteatern, Östgötateatern och Malmö Stadsteater. År 2023 porträtterade han musikern Kristian Gidlund i Parkteaterns uppsättning av hans bok I kroppen min.
På film har Nyström bland annat medverkat i Dancing Queens (2021) och SVT:s julkalender Trolltider – legenden om bergatrollet (2023).
Tillsammans med Per Öhagen är han en del av dragduon HBTQUL eller Lillan och Tjorven. År 2023 invigningstalade de på Stockholm Pride.
År 2024 tilldelades Nyström Såstaholms Film- & Scenkonstpris.

## Teater

### Roller
| År   | Roll              | Produktion                                            | Regi                  | Teater                                |
| ---- | ----------------- | ----------------------------------------------------- | --------------------- | ------------------------------------- |
| 2014 | Johnny Flint Baby | Happy End Dorothy Lane, Kurt Weill och Bertolt Brecht | Carolina Frände       | Kulturhuset Stadsteatern              |
| 2015 | Jackie            | Vågen (The Third Wave) Ron Jones                      | Carolina Frände       | Kulturhuset Stadsteatern              |
| 2016 |                   | Fablerna Aisopos                                      | Carolina Frände       | Kulturhuset Stadsteatern              |
| 2019 | Guildenstern      | Hamlet William Shakespeare                            | Sofia Adrian Jupither | Dramaten                              |
| 2022 | Adam Leo          | Arv (The Inheritance) Matthew Lopez                   | Carl Johan Karlson    | Dramaten                              |
| 2023 | Kristian Gidlund  | I kroppen min Kristian Gidlund                        | Johan Paus            | Kulturhuset Stadsteatern/ Riksteatern |
| 2024 | Adam Leo          | Arv (The Inheritance) Matthew Lopez                   | Carl Johan Karlson    | Dramaten                              |
| 2025 |                   | Papporna Alexandra Pascalidou                         | Alexander Salzberger  | Dramaten                              |